# Margaret, contessa di Snowdon
Margaret, contessa di Snowdon (nome completo: Margaret Rose; Glamis, 21 agosto 1930 – Londra, 9 febbraio 2002), è stata una principessa britannica, seconda figlia di re Giorgio VI del Regno Unito e di Elizabeth Bowes-Lyon, nonché sorella minore della regina Elisabetta II e zia di re Carlo III. Nel 1952, anno dell'ascesa al trono di sua sorella, divenne potenziale reggente al trono del Regno Unito fino al compimento della maggiore età di suo nipote Carlo nel 1969, qualora la regina fosse morta o avesse abdicato durante la minore età dell'erede al trono.

## Biografia

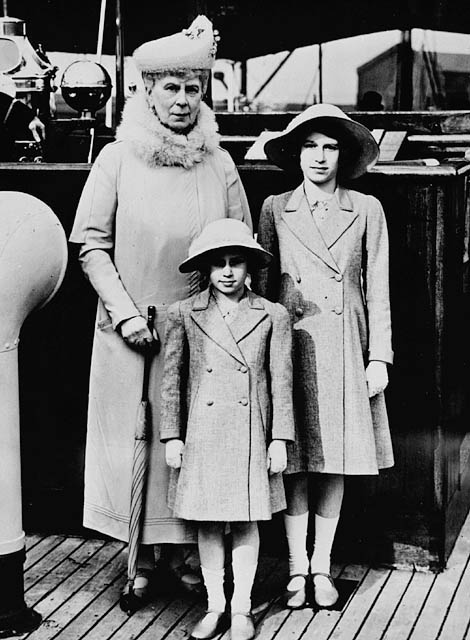
La principessa Margaret (al centro) con la sorella Elisabetta (a destra) e la nonna Maria di Teck nel maggio del 1939

La principessa Margaret nacque nel castello di Glamis in Scozia il 21 agosto 1930. Questo castello era la residenza della famiglia della madre. In famiglia era affettuosamente chiamata Margot. Il ministro dell'interno John Robert Clynes era presente per verificare il parto. La registrazione della sua nascita venne ritardata per diversi giorni per evitare di essere la numero tredici nei registri parrocchiali.
Al momento della nascita era quarta nella linea di successione al trono britannico. Suo padre era il principe Alberto, duca di York, il secondo figlio di re Giorgio V e della regina Maria. Sua madre Elizabeth, duchessa di York, era la più giovane figlia del 14º conte di Strathmore e Kinghorne. La duchessa di York inizialmente voleva chiamare la sua seconda figlia Ann Margaret, come ha spiegato alla suocera in una lettera: "Sono molto ansiosa di chiamarla Ann Margaret, penso che Ann di York sia grazioso ed Elizabeth e Ann stanno così bene insieme". A re Giorgio V non piaceva il nome Ann, ma approvò l'alternativa di Margaret Rose.
La principessa fu battezzata nella cappella privata di Buckingham Palace il 30 ottobre 1930 da Cosmo Lang, l'arcivescovo di Canterbury. Suoi padrini furono il Principe di Galles, la principessa Ingrid di Svezia, la principessa Vittoria del Galles (sua prozia paterna), Lady Rose Leveson-Gower (sua zia materna) e l'On. David Bowes-Lyon (suo zio materno).
Margaret trascorse i suoi primi anni di vita nelle residenze dei duchi di York al 145 di Piccadilly (la loro residenza londinese) e nella Royal Lodge di Windsor. I duchi di York erano visti dal pubblico come una famiglia ideale: padre, madre e figlie, ma le voci infondate che Margaret fosse sordomuta, non vennero completamente dissipate fino alla sua prima apparizione pubblica, al matrimonio di suo zio, il principe George nel 1934.
Venne istruita con la sorella, la principessa Elisabetta, dalla loro governante scozzese, Marion Crawford. La formazione di Margaret era supervisionata principalmente da sua madre. Secondo le parole di Randolph Churchill "la duchessa non mira a portare le sue figlie a essere più di signorine ben educate". Quando la regina Maria insistette sull'importanza della formazione, la duchessa commentò: "Non so cosa volesse dire. Dopo tutto io e le mie sorelle avevamo solo governanti e noi tutte ci siamo sposate molto bene". Margaret era risentita per la sua educazione limitata, soprattutto negli anni successivi, e criticò sua madre. Tuttavia, la madre di Margaret disse a un amico di essere "rammaricata" che le sue figlie non fossero andate a scuola come gli altri bambini e di aver assunto una governante. Questo poté essere fatto solo per l'insistenza di re Giorgio V.
Il nonno di Margaret, Giorgio V, morì quando lei aveva cinque anni e suo zio ascese al trono con il nome di Edoardo VIII. Meno di un anno dopo, l'11 dicembre 1936 il sovrano abdicò per sposare Wallis Simpson, un'americana divorziata due volte che né la Chiesa d'Inghilterra né i governi dei Dominion avrebbero accettato come regina. La Chiesa non avrebbe riconosciuto come valido il matrimonio di una donna divorziata con un ex marito vivente. L'abdicazione di Edoardo VIII lasciò un riluttante duca di York sul trono. Margaret divenne inaspettatamente seconda nella linea di successione al trono. La famiglia si trasferì a Buckingham Palace; la stanza di Margaret dava sul Mall.
Nel 1937 entrò come coccinella nel neonato gruppo scout Buckingham Palace 1º. Più tardi fu una guida e poi una sea ranger. Dal 1965 alla morte fu presidente dell'Associazione delle guide del Regno Unito.
Allo scoppio della seconda guerra mondiale, Margaret e sua sorella si trovavano a Birkhall, nella tenuta del castello di Balmoral, dove rimasero fino al Natale del 1939, sopportando notti tanto fredde che i bicchieri d'acqua nel comodino a volte si ghiacciavano. Trascorsero il Natale a Sandringham House prima di trasferirsi al castello di Windsor, appena fuori Londra, per gran parte del resto della guerra. Il visconte Hailsham scrisse al primo ministro Winston Churchill per consigliare l'evacuazione delle principesse nel più sicuro Canada. La loro madre notoriamente rispose: "Le bambine non andranno senza di me. Io non lascerò il re. E il re non potrà mai andare via".
A differenza di altri membri della famiglia reale, Margaret non era tenuta a partecipare alle funzioni pubbliche o ufficiali durante la guerra. Sviluppò quindi le sue abilità a cantare e suonare il pianoforte.
I contemporanei pensavano che fosse stata viziata dai genitori, in particolare dal padre, che le permettevano di prendersi delle libertà di solito non ammissibili. Ad esempio avere il permesso di stare in soggiorno fino a cena, all'età di 13 anni.
Marion Crawford scriveva che Margaret amava stare al centro dell'attenzione: "La principessa Margaret fa di tutto per catturare l'attenzione e la principessa Elisabetta le lascia fare questo". La sorella, tuttavia, non nascondeva questo e commentò: "Oh, è molto più facile quando c'è Margaret, ognuno ride di quello che dice Margaret". Re Giorgio VI diceva che Elisabetta era il suo orgoglio e Margaret la sua gioia.

### Anni del dopoguerra
Dopo la fine della guerra nel 1945, Margaret apparve sul balcone di Buckingham Palace con la sua famiglia e il primo ministro Winston Churchill. In seguito, sia Elisabetta sia Margaret si unirono alla folla fuori dal palazzo, in incognito, cantando, "vogliamo il Re, vogliamo la Regina!"
Il 15 aprile 1946 venne confermata nella Chiesa d'Inghilterra. Il 1º febbraio 1947 lei, Elisabetta e i loro genitori si imbarcarono per una visita in Sudafrica. Il viaggio durò tre mesi e fu la prima visita all'estero di Margaret. Parlandone affermava di ricordarne "ogni minuto". Margaret era sorvegliata da Peter Townsend, scudiero del re. Nello stesso anno fu damigella d'onore al matrimonio della sorella. Nei successivi tre anni Elisabetta ebbe due figli: Carlo e Anna, le cui nascite spostarono Margaret più in basso nella linea di successione.
Nel 1950, l'ex governante reale, Marion Crawford, pubblicò una biografia degli anni d'infanzia di Elisabetta e Margaret, dal titolo Le piccole principesse, in cui descrisse il "divertimento e gli scherzi" di Margaret e le sue "buffonate divertenti e scandalose". La famiglia reale fu sconvolta da quella che considerò un'invasione della Crawford nella loro privacy e un abuso di fiducia a seguito della quale l'ex governante venne ostracizzata dai circoli reali.
Margaret godette della socializzazione con l'alta società e la gioventù. Fu amica di Sharman Douglas, la figlia dell'ambasciatore americano, Lewis Williams Douglas. Margaret era spesso descritta dalla stampa come presente a balli, feste e nelle discoteche. Il numero dei suoi impegni ufficiali aumentò arrivando a comprendere una visita in Italia, Svizzera e Francia e l'adesione a un numero crescente di organizzazioni di beneficenza come presidente o patrona.
La festa per il suo 21º compleanno si tenne al castello di Balmoral nell'agosto del 1951. Il mese successivo il padre subì un intervento chirurgico per la rimozione di un polmone a causa di un tumore. Margaret fece parte del gruppo di consiglieri di Stato che intrapresero le funzioni ufficiali del re mentre questi era convalescente. Suo padre morì per un infarto cinque mesi dopo, nel febbraio del 1952, e sua sorella divenne regina.

### Storia d'amore con Peter Townsend
Margaret fu molto addolorata dalla morte di suo padre e le vennero prescritti dei sedativi per aiutarla a dormire. Del genitore scrisse: "Era una persona meravigliosa, il cuore e il centro della nostra famiglia felice". Trovò consolazione nella sua fede cristiana profondamente radicata. Con la madre, Margaret lasciò Buckingham Palace e si trasferì a Clarence House. La sorella e la sua famiglia si trasferirono invece da Clarence House a Buckingham Palace.

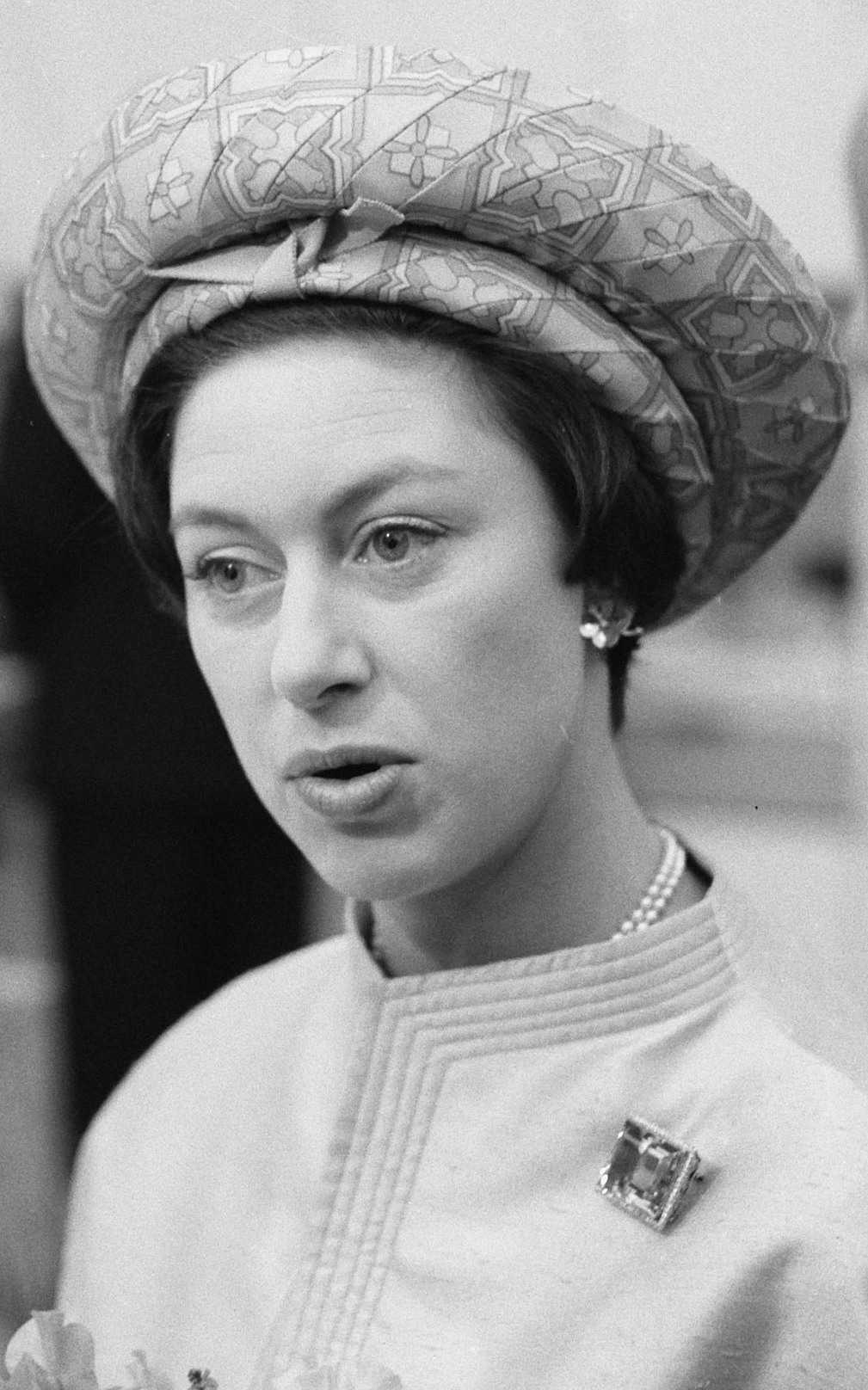
La principessa Margaret nel 1965

Dopo la morte del re, Peter Townsend divenne revisore dei conti della regina madre. Nel 1953 divorziò dalla prima moglie e propose il matrimonio a Margaret. Townsend aveva sedici anni più di lei e aveva due figli dal suo precedente matrimonio. Margaret accettò e informò la sorella, la regina, del suo desiderio di sposarsi. Il consenso della regina era richiesto ai sensi del Royal Marriages Act del 1772. Nel 1936 però la Chiesa d'Inghilterra aveva rifiutato di ammettere un nuovo matrimonio per i divorziati. La regina Mary era morta da poco ed Elisabetta II stava per essere incoronata. Dopo la sua incoronazione, aveva in programma di visitare il Commonwealth per sei mesi. La regina rispose a Margaret che "Date le circostanze, non è irragionevole per me chiedere di aspettare un anno". La regina fu consigliata dal suo segretario privato di inviare Townsend all'estero, ma lei rifiutò e lo trasferì dalla famiglia della regina madre alla sua.
Il Consiglio dei Ministri britannico rifiutò di approvare il matrimonio tra Townsend e Margaret e i quotidiani lo definirono come "impensabile" e "contrario alle tradizioni reali e cristiane". Churchill informò la regina che i primi ministri dei Dominion erano unanimemente contrari al matrimonio e che il Parlamento non avrebbe approvato un'unione che non fosse riconosciuta dalla Chiesa d'Inghilterra a meno che Margaret non rinunciasse ai suoi diritti al trono. Questo però sarebbe stato possibile solo dopo il venticinquesimo compleanno della principessa.
Churchill organizzò per Townsend un trasferimento all'estero come addetto aeronautico dell'ambasciata a Bruxelles. I sondaggi organizzati dai giornali popolari sembravano mostrare che il pubblico sostenesse la scelta personale di Margaret a prescindere dalla dottrina della Chiesa o dell'opinione del governo. Per due anni, le speculazioni continuarono. Gli uomini di Chiesa affermarono però che Margaret avrebbe potuto ricevere la comunione anche se sposata con un uomo divorziato.
Documenti pubblicati nel 2004 appartenenti agli archivi nazionali mostrano che la regina e il nuovo primo ministro Sir Anthony Eden — egli stesso un uomo divorziato — nel 1955 avevano elaborato un piano in base al quale la principessa Margaret avrebbe potuto sposare Townsend rimuovendo la principessa e i suoi discendenti dalla linea di successione. A Margaret sarebbe stato permesso di mantenere il suo titolo regale, la sua indennità dalla lista civile, di rimanere nel paese e anche di mantenere i suoi doveri pubblici. Eden riassunse l'atteggiamento della regina in una lettera ai primi ministri del Commonwealth: "Sua Maestà non vorrebbe essere di ostacolo alla felicità di sua sorella". Lo stesso Eden era molto ottimista: "L'esclusione dalla successione non comporterebbe alcun altro cambiamento nella posizione della principessa Margaret come membro della famiglia reale", scrisse. Il progetto finale di questa proposta venne presentato il 28 ottobre 1955. Il 31 dello stesso mese Margaret rilasciò una dichiarazione:
Altri presunti pretendenti della principessa furono l'On. Dominic Elliot, Billy Wallace, Colin Tennant e John Turner.

### Matrimonio

Stemmi combinati di Anthony e Margaret, il conte e la contessa di Snowdon

Il 6 maggio 1960 presso l'abbazia di Westminster sposò il fotografo Antony Armstrong-Jones. Riferì di aver accettato la sua proposta un giorno dopo aver appreso da Peter Townsend che aveva intenzione di sposare una giovane donna belga, Marie-Luce Jamagne, che aveva la metà dei suoi anni e somigliava sorprendentemente alla principessa Margaret. L'annuncio del fidanzamento di Margaret, avvenuto il 26 febbraio 1960, colse la stampa di sorpresa. La principessa aveva infatti avuto cura di nascondere la sua storia d'amore ai giornalisti.

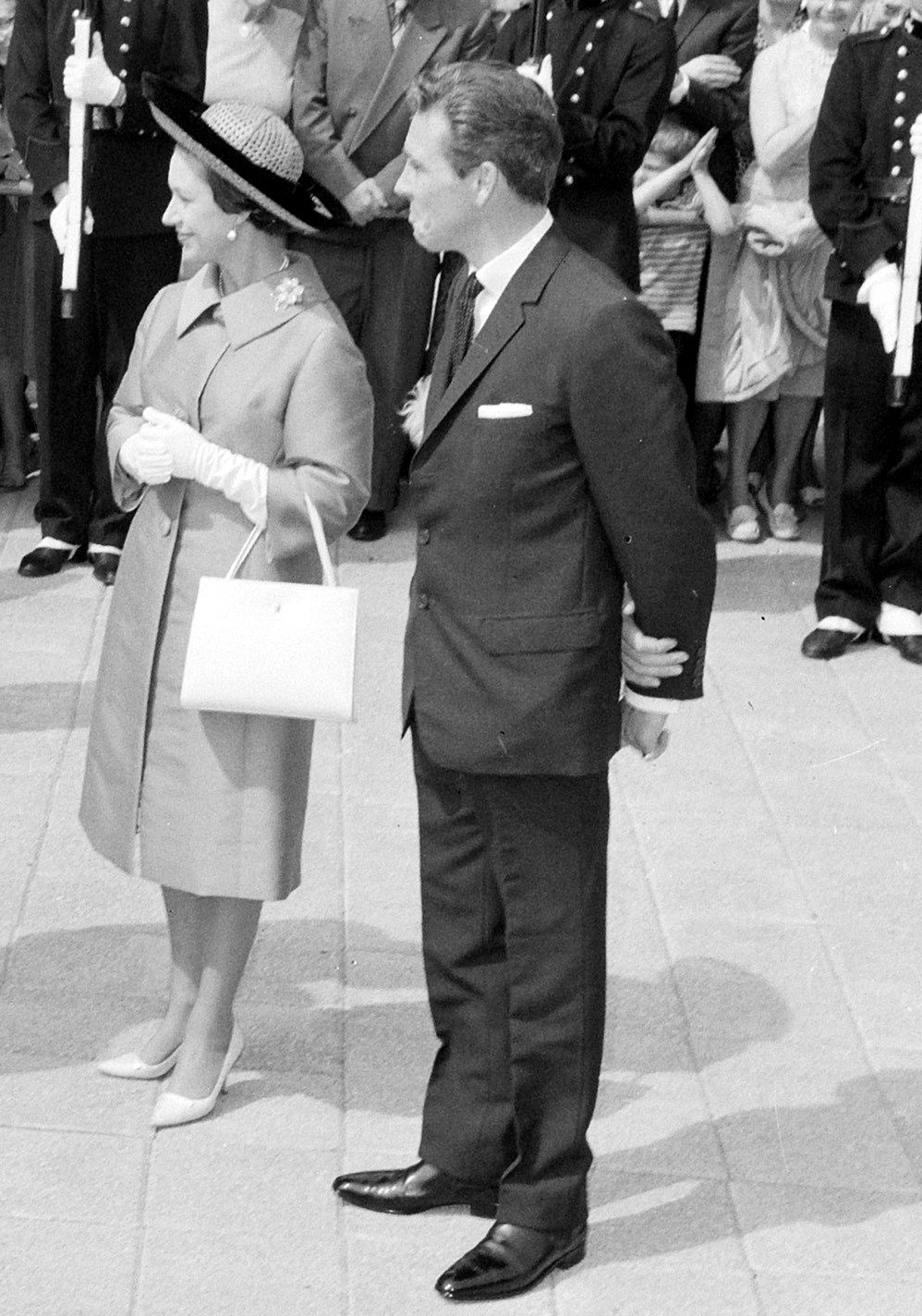
La principessa Margaret e il conte di Snowdon ad Amsterdam nel 1965

Il suo fu il primo matrimonio reale a essere trasmesso in televisione e fu seguito da 300 milioni di telespettatori in tutto il mondo. Nonostante l'entusiasmo del pubblico, la maggior parte delle famiglie reali straniere dell'Europa disapprovavano che la figlia di un re sposasse un fotografo. La regina Ingrid di Danimarca, sua madrina di battesimo, fu l'unica sovrana straniera ad assistere al matrimonio.
La principessa indossava un abito da sposa disegnato da Norman Hartnell e il diadema Poltimore. Margaret aveva otto giovani damigelle, guidate da sua nipote, la principessa Anna. Le altre damigelle d'onore erano la sua figlioccia Marilyn Wills, figlia di sua cugina Jean Elphinstone e del maggiore John Lycett Wills, Annabel Rhodes, figlia della cugina Margaret Elphinstone e di Denys Rhodes, Lady Virginia Fitzroy, figlia di Hugh Fitzroy, conte di Euston, Sarah Lowther, figlia di Sir John Lowther, Catherine Vesey, figlia del visconte de Vesci e Lady Rose Nevill, figlia del marchese di Abergavenny. Il Duca di Edimburgo accompagnò la cognata all'altare e testimone dello sposo fu il dottor Roger Gilliatt.
Gli sposi trascorsero la luna di miele in una crociera di sei settimane ai Caraibi a bordo dello yacht reale Britannia. Come regalo di nozze Colin Tennant le concesse un appezzamento di terreno sulla sua isola caraibica privata, Mustique. La coppia prese residenza a Kensington Palace. Nel 1961 il marito di Margaret venne creato conte di Snowdon. La coppia ebbe due figli, entrambi nati con parto cesareo su richiesta di Margaret: David, nato il 3 novembre 1961, e Lady Sarah, nata il 1º maggio 1964.
Il suo matrimonio allargò la cerchia sociale di Margaret al di là della Corte e dell'aristocrazia per includere celebrità dello show business e bohémien. A quei tempi ciò era visto come il riflesso dell'abbattimento delle barriere di classe tra i britannici. La coppia sperimentò gli stili e le mode degli anni sessanta.
Il matrimonio terminò con il divorzio nel 1978.

### Malattia e morte
Gli ultimi anni di vita della principessa furono segnati da malattie e disabilità, complice la sua attitudine di bevitrice e fumatrice accanita dall'età di 15 anni. Il 5 gennaio 1985 le fu rimossa parte del polmone sinistro, un'operazione analoga a quella subita dal padre Giorgio VI più di trenta anni prima. Nel 1991 smise di fumare, ma continuò a bere pesantemente. Nel gennaio del 1993 venne ricoverata in ospedale per una polmonite. Nel 1998, quando si trovava nella sua casa delle vacanze a Mustique, subì un lieve ictus. All'inizio dell'anno successivo subì gravi ustioni ai piedi per un incidente in bagno; ciò la rese stabilmente claudicante, obbligandola quindi a usare un supporto per camminare, oppure una sedia a rotelle.
Nel gennaio e nel marzo del 2001 fu colpita da ulteriori ictus che la lasciarono parzialmente cieca e semi-paralitica sul lato sinistro del corpo. Le ultime apparizioni pubbliche di Margaret avvennero in occasione delle celebrazioni per il centesimo e 101º compleanno di sua madre, nell'agosto del 2000 e del 2001, e per il centesimo compleanno di sua zia acquisita, la principessa Alice, duchessa di Gloucester, in dicembre.
Nel pomeriggio dell'8 febbraio 2002 un ennesimo ictus fece precipitare il suo quadro clinico. Alle 2:30 dell’indomani la principessa fu ricoverata al King Edward VII's Hospital di Londra, dove si spense circa quattro ore dopo, all'età di 71 anni.
Il suo funerale si tenne il 15 febbraio 2002, cinquant'anni dopo quello del padre. Adempiendo ai suoi desideri, la cerimonia fu tenuta in forma privata per la famiglia e gli amici più intimi. A differenza di molti altri membri della famiglia reale, la salma della principessa venne arsa nel crematorio di Slough. Due mesi più tardi, il 9 aprile, giorno delle esequie della madre, le sue ceneri furono collocate nella tomba dei genitori nella cappella memoriale di re Giorgio VI nella cappella di San Giorgio del castello di Windsor. Il 19 aprile 2002 si tenne un servizio funebre commemorativo presso l'abbazia di Westminster.

## Vita pubblica e opere di carità

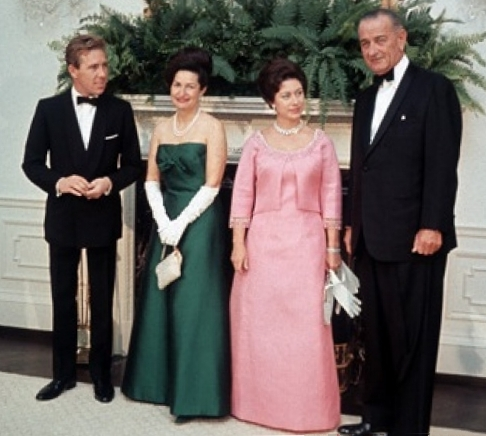
La principessa (seconda da destra) e il marito (primo da sinistra) con il presidente degli Stati Uniti Lyndon B. Johnson e sua moglie Lady Bird alla Casa Bianca il 17 novembre 1965

Margaret viaggiò molto. La sua prima importante visita fu quella compiuta con i suoi genitori e la sorella in Sudafrica nel 1947. La sua visita alla colonie britanniche nei Caraibi a bordo del Britannia nel 1955 creò scalpore in tutto le Indie occidentali. Per l'occasione le furono dedicati componimenti calypso. La principessa Margaret rappresentò la corona nelle cerimonie di indipendenza della Giamaica nel 1962 e di Tuvalu e Dominica nel 1978. La sua visita a Tuvalu fu interrotta per una malattia, una polmonite virale, che la obbligò a essere curata in Australia. Visitò anche gli Stati Uniti nel 1963, il Giappone nel 1969 e nel 1979, gli Stati Uniti e il Canada nel 1974, l'Australia nel 1975, le Filippine nel 1980, lo Swaziland nel 1981,, la Cina nel 1987 e Tonga nel 1990. Nel corso di una visita ufficiale a Copenaghen, in Danimarca, nel 1964, fu presumibilmente spiata dal KGB.
I suoi interessi principali erano la beneficenza, la musica e la danza. Fu presidente della Società Nazionale e della Società reale scozzese per la prevenzione della crudeltà sui bambini e di Invalid Children's Aid Nationwide (chiamata anche "I CAN"). Fu gran presidente della St John Ambulance Brigade e colonnello in capo del Queen Alexandra's Royal Army Nursing Corps. Fu anche presidente o patrona di numerose organizzazioni, come ad esempio l'Associazione olimpica delle Indie Occidentali, l'Associazione delle guide, il Northern Ballet e London Lighthouse (un ente di beneficenza contro l'AIDS che poi si fuse con il Terrence Higgins Trust).

## Vita privata

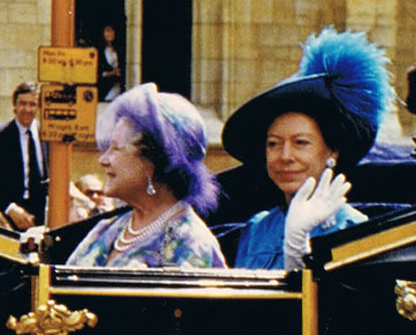
La principessa Margaret e la regina madre al matrimonio di Andrea duca di York e Sarah Ferguson nel 1986

La vita privata della principessa fu spesso al centro dell'attenzione mediatica. Secondo quanto riferito da Heald e Warwick, Margaret ebbe la sua prima relazione extraconiugale nel 1966 con Anthony Barton, padrino di sua figlia e produttore di vino Bordeaux. Un anno dopo ebbe una relazione di un mese con Robin Douglas-Home, nipote dell'ex primo ministro britannico Alec Douglas-Home. Margaret affermò che il suo rapporto con Douglas-Home fu solamente platonico nonostante le lettere a lui inviate (che in seguito furono vendute) fossero molto intime. Douglas-Home, che soffriva di depressione, si suicidò diciotto mesi dopo la rottura con Margaret. Le presunte relazioni con il musicista Mick Jagger, l'attore Peter Sellers e il giocatore di cricket australiano Keith Miller non sono mai state provate. Secondo il biografo Charlotte Breese, l'intrattenitore Leslie Hutchinson ebbe una breve relazione con Margaret nel 1955. Una biografia del 2009 dell'attore David Niven include l'asserzione, basata su informazioni provenienti dalla vedova di Niven e da un suo buon amico, che l'attore avesse avuto una relazione con la principessa, che aveva vent'anni meno di lui. Nel 1975 Margaret venne annoverata tra le donne con le quali l'attore Warren Beatty aveva avuto relazioni romantiche. John Bindon, un attore londinese che aveva trascorso del tempo in prigione, vendette la sua storia al Daily Mirror e in essa vantava una stretta relazione con Margaret.
Nei primi anni settanta Margaret e il marito si allontanarono. Nel settembre del 1973, Colin Tennant (poi barone Glenconner) presentò Margaret a Roddy Llewellyn. Llewellyn aveva diciassette anni meno di lei. Nel 1974 la principessa lo invitò nella sua casa delle vacanze che aveva costruito a Mustique. Fu la prima di diverse visite. Margaret descrisse il loro rapporto come "un'amicizia amorosa". Una volta, quando Llewellyn partì per un improvviso viaggio in Turchia, Margaret divenne emotivamente sconvolta e assunse una dose eccessiva di sonniferi. "Ero così esausta a causa di tutto" disse poi, "che tutto quello che volevo fare era dormire". Quando si riprese, le sue dame di compagnia tennero il marito lontano da lei per paura che il vederlo avrebbe angosciato ulteriormente la principessa.
Nel febbraio del 1976 sulla rivista News of the World venne pubblicata una foto di Margaret e Llewellyn in costume da bagno a Mustique. La stampa ritrasse Margaret come una vecchia predatrice e Llewellyn come il suo amante toyboy. Il mese successivo Margaret e il marito riconobbero pubblicamente che il loro matrimonio era irrimediabilmente rotto. Alcuni politici suggerirono la rimozione di Margaret dalla lista civile. Alcuni parlamentari laburisti la definirono "una parassita reale" e una "floosie". L'11 luglio 1978 i conti di Snowdon formalizzarono il loro divorzio. Il loro fu il primo divorzio di un membro della famiglia reale dopo quello della principessa Vittoria Melita di Sassonia-Coburgo-Gotha del 1901.
Nell'agosto del 1979, Louis Mountbatten, I conte Mountbatten di Birmania, e alcuni membri della sua famiglia furono uccisi da una bomba piazzata dalla Provisional Irish Republican Army. Nell'ottobre successivo, durante un tour di raccolta fondi negli Stati Uniti per conto della Royal Opera House, Margaret era seduta a una cena di ricevimento a Chicago con l'editorialista Abra Anderson e il sindaco Jane Byrne. La principessa disse loro che la famiglia reale era stata colpita dalle molte lettere di condoglianze arrivate dall'Irlanda. Il giorno seguente, il rivale di Anderson, Irv Kupcinet pubblicò una dichiarazione secondo la quale Margaret aveva definito gli irlandesi come "maiali". La principessa, Anderson e Jane Byrne smentirono immediatamente Kupcinet ma il danno era già fatto. Il resto del viaggio fu costellato da dimostrazioni e la sicurezza di Margaret venne raddoppiata a fronte delle minacce fisiche ricevute.
Nel 1981 Roddy Llewellyn sposò Tatiana Soskin che conosceva da dieci anni. Margaret e Llewellyn rimasero comunque amici stretti. Nel gennaio del 1981 la principessa fu ospite del programma Desert Island Discs della BBC Radio 4.

## Eredità
Gli osservatori spesso descrissero Margaret come una snob viziata. Si diceva addirittura che guardasse dall'alto in basso la nonna, Maria di Teck, poiché nata con l'appellativo di "Altezza Serenissima", mentre Margaret era nata principessa con l'appellativo di "Altezza Reale". Le loro lettere, tuttavia, non forniscono alcuna indicazione di attrito tra di loro.
Margaret era informale. Le persone che sono venute in contatto con lei spesso rimasero perplesse dalle sue oscillazioni tra la frivolezza e la formalità. L'ex governante Marion Crawford nel suo libro di memorie scrisse che le "osservazioni impulsive e luminose che ha fatto sono diventati titoli e, presi dal loro contesto, hanno cominciato a produrre agli occhi del pubblico una personalità stranamente distorta che assomigliava poco alla Margaret che conoscevamo".
Lo scrittore americano Gore Vidal, conoscente di Margaret, scrisse che "Era troppo intelligente per la sua posizione nella vita". Ricordava anche una conversazione con Margaret in cui lei, discutendo la sua notorietà pubblica, disse: "È stato inevitabile: quando ci sono due sorelle e una è la regina che deve essere la fonte di onore, l'altra deve essere al centro delle cattiverie più creative".
Nel giugno del 2006, gran parte degli oggetti di Margaret venne messa all'asta da Christie's per pagare la tassa di successione, anche se il ricavato della vendita di alcuni oggetti venne poi dato in beneficenza a diverse associazioni, Stroke Association tra le altre. Un orologio Fabergé fu venduto per un prezzo record mondiale di 1,24 milioni di sterline. La tiara Poltimore, che indossava al suo matrimonio nel 1960, fu venduta per 926 400 sterline. Il ricavato della vendita dei suoi effetti personali fu pari a 13 658 000 sterline. Nell'aprile del 2007 a Kensington Palace fu inaugurata una mostra a lei dedicata dal titolo Princess Line - The Fashion Legacy of Princess Margaret. In contemporanea vi era una mostra di moda di stilisti inglesi contemporanei, come Vivienne Westwood, ispirati all'eredità di stile della principessa Margaret. La collezione primavera del 2006 di Christopher Bailey per Burberry era ispirata al look della principessa nel 1960.
Per molti anni la vita privata della principessa Margaret fu oggetto di intense speculazioni da parte dei media e degli osservatori. La sua casa di Mustique, progettata dal famoso scenografo Oliver Messel, lo zio del marito, era la sua meta di vacanza preferita. In un documentario trasmesso dopo la sua morte fu accusata di aver organizzato feste sfrenate e di aver fatto uso di droghe.
Il suo biografo Warwick suggerisce che l'eredità più duratura di Margaret è in realtà accidentale. Forse involontariamente, Margaret spianò la strada all'accettazione pubblica dei divorzi nella famiglia reale. La sua vita, se non le sue azioni, resero i divorzi dei figli di sua sorella più facili di quello che altrimenti sarebbero stati.

## Nei mass media
Nella serie TV The Crown, Margaret appare in vari episodi, interpretata da Vanessa Kirby (stagioni 1-2), Helena Bonham Carter (stagione 3-4) e Lesley Manville (stagione 5-6).

## Onorificenze

Lo stemma personale della principessa Margaret, contessa di Snowdon

Lo stendardo personale della principessa Margaret, contessa di Snowdon

Il monogramma personale della principessa Margaret, contessa di Snowdon

## Ascendenza
|                                                        |                                                         |                                 | Genitori                      |  |  | Nonni |  |  | Bisnonni                    |  |  | Trisnonni                         |  |
|                                                        |                                                         |                                 |                               |  |  |       |  |  | Edoardo VII del Regno Unito |  |  | Alberto di Sassonia-Coburgo-Gotha |  |
|                                                        |                                                         |                                 |                               |  |  |       |  |  | Edoardo VII del Regno Unito |  |  | Alberto di Sassonia-Coburgo-Gotha |  |
|                                                        |                                                         | Vittoria del Regno Unito        |                               |  |  |       |  |  | Edoardo VII del Regno Unito |  |  |                                   |  |
| Giorgio V del Regno Unito                              |                                                         |                                 |                               |  |  |       |  |  | Edoardo VII del Regno Unito |  |  |                                   |  |
|                                                        |                                                         | Alessandra di Danimarca         | Cristiano IX di Danimarca     |  |  |       |  |  |                             |  |  |                                   |  |
|                                                        |                                                         | Alessandra di Danimarca         | Cristiano IX di Danimarca     |  |  |       |  |  |                             |  |  |                                   |  |
|                                                        |                                                         | Alessandra di Danimarca         | Luisa d'Assia-Kassel          |  |  |       |  |  |                             |  |  |                                   |  |
| Giorgio VI del Regno Unito                             |                                                         | Alessandra di Danimarca         |                               |  |  |       |  |  |                             |  |  |                                   |  |
|                                                        |                                                         | Francesco di Teck               | Alessandro di Württemberg     |  |  |       |  |  |                             |  |  |                                   |  |
|                                                        |                                                         | Francesco di Teck               | Alessandro di Württemberg     |  |  |       |  |  |                             |  |  |                                   |  |
|                                                        |                                                         | Francesco di Teck               | Claudine Rhédey von Kis-Rhéde |  |  |       |  |  |                             |  |  |                                   |  |
| Maria di Teck                                          |                                                         | Francesco di Teck               |                               |  |  |       |  |  |                             |  |  |                                   |  |
|                                                        |                                                         | Maria Adelaide di Cambridge     | Adolfo di Hannover            |  |  |       |  |  |                             |  |  |                                   |  |
|                                                        |                                                         | Maria Adelaide di Cambridge     | Adolfo di Hannover            |  |  |       |  |  |                             |  |  |                                   |  |
|                                                        |                                                         | Maria Adelaide di Cambridge     | Augusta d'Assia-Kassell       |  |  |       |  |  |                             |  |  |                                   |  |
| Margaret, contessa di Snowdon                          |                                                         | Maria Adelaide di Cambridge     |                               |  |  |       |  |  |                             |  |  |                                   |  |
|                                                        | Claude Bowes-Lyon, XIII conte di Strathmore e Kinghorne | Thomas Lyon-Bowes, Lord Glamis  |                               |  |  |       |  |  |                             |  |  |                                   |  |
|                                                        | Claude Bowes-Lyon, XIII conte di Strathmore e Kinghorne | Thomas Lyon-Bowes, Lord Glamis  |                               |  |  |       |  |  |                             |  |  |                                   |  |
|                                                        | Claude Bowes-Lyon, XIII conte di Strathmore e Kinghorne | Charlotte Grimstead             |                               |  |  |       |  |  |                             |  |  |                                   |  |
| Claude Bowes-Lyon, XIV conte di Strathmore e Kinghorne | Claude Bowes-Lyon, XIII conte di Strathmore e Kinghorne |                                 |                               |  |  |       |  |  |                             |  |  |                                   |  |
|                                                        |                                                         | Frances Dora Smith              | Oswald Smith                  |  |  |       |  |  |                             |  |  |                                   |  |
|                                                        |                                                         | Frances Dora Smith              | Oswald Smith                  |  |  |       |  |  |                             |  |  |                                   |  |
|                                                        |                                                         | Frances Dora Smith              | Henrietta Mildred Hodgson     |  |  |       |  |  |                             |  |  |                                   |  |
| Elizabeth Bowes-Lyon                                   |                                                         | Frances Dora Smith              |                               |  |  |       |  |  |                             |  |  |                                   |  |
|                                                        |                                                         | Rev. Charles Cavendish-Bentinck | Charles Bentinck              |  |  |       |  |  |                             |  |  |                                   |  |
|                                                        |                                                         | Rev. Charles Cavendish-Bentinck | Charles Bentinck              |  |  |       |  |  |                             |  |  |                                   |  |
|                                                        |                                                         | Rev. Charles Cavendish-Bentinck | Lady Anne Wellesly            |  |  |       |  |  |                             |  |  |                                   |  |
| Lady Cecilia Cavendish-Bentinck                        |                                                         | Rev. Charles Cavendish-Bentinck |                               |  |  |       |  |  |                             |  |  |                                   |  |
|                                                        |                                                         | Louisa Burnaby                  | Edwyn Burnaby                 |  |  |       |  |  |                             |  |  |                                   |  |
|                                                        |                                                         | Louisa Burnaby                  | Edwyn Burnaby                 |  |  |       |  |  |                             |  |  |                                   |  |
|                                                        |                                                         | Louisa Burnaby                  | Anne Caroline Salisbury       |  |  |       |  |  |                             |  |  |                                   |  |
|                                                        |                                                         | Louisa Burnaby                  |                               |  |  |       |  |  |                             |  |  |                                   |  |